# Жаганьский дворец
Жаганьский дворец (пол. Pałac Lobkowitzów w Żaganiu), или Саганский замок (нем. Schloss Sagan) — барочный дворец, расположенный в городе Жагани Любушского воеводства в Польше.

## История

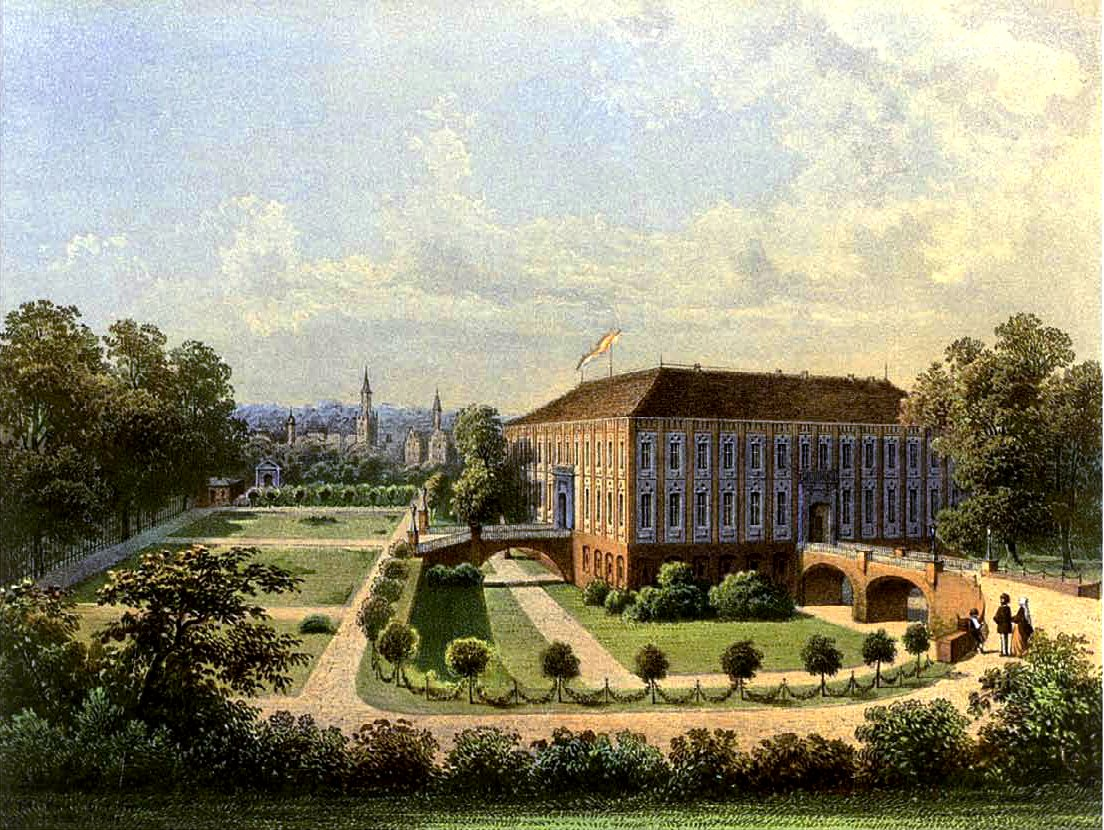
Вид замка между 1857 и 1883 годами. Литография из коллекции Александра Дункера

Дворец был построен фактически на месте средневекового замка Пястов XIII—XIV веков. История этого памятника связана с Глоговско-Жаганским княжеством. В 1627 году Священный римский император Фердинанд II продал Саганское герцогство чешскому князю, полководцу и политику Альбрехту Валленштейну. По его инициативе здесь началось строительство оборонно-репрезентативной резиденции, спроектированной Винченцио Боккаччо. Он спроектировал большую четырёхкрылое здание с тремя цилиндрическими бастеями по углам, окруженное рвом. В плане оно напоминало готический замок, а по архитектурной форме представляло ренессансный тип оборонной резиденции XVI века. Весной 1630 года началось строительство дворца. Чтобы создать правильную перспективу для дворца, Валленштейн приказал снести 70 домов. В августе 1630 года строительные работы были приостановлены, поскольку подразделения саксонских и бранденбургских войск прибыли к Жагани. Продолжение строительства началось в июне следующего года. Второй, значительно более длинный перерыв наступил через пять месяцев и продолжался более 40 лет. Причиной стала смерть князя. Его убили в 1634 году в городе Хебе. В 1646 году княжество стало собственностью князя Вацлава Эусебия фон Лобковица. Именно он в 1670 году продолжил строительство дворца. На этот раз архитектором стал Антонио делла Порта, который несколько изменил проект Боккаччио, так чтобы тот напоминал родовую усадьбу Лобковицев в Роуднице. Проект Антонио делла Порте предусматривал четырёхкрылое здание с низким паравановым крылом, которое замыкало двор с южной стороны. В 1674 году было завершено строительство северного крыла, на рубеже 1678 и 1679 годов — западного крыла, а в 1693 году — восточного крыла. Лобковиц в 1786 году продал Жаганское княжество князю Курляндии — Петру Бирону. Тот доверил работы по перестройке дворца своему зятю — Иоганну Кристофу Фридриху графу фон Медему, который придал некоторым комнатам классицистический облик, частично сохранившийся до нашего времени. Расцвет местной резиденции наступил в то время, когда ею владела младшая дочь Бирона — Доротея, принцесса де Дино.
В конце 40-х годов XIX века было разобрано южное, паравановое крыло дворца, а перед двором обустроены два подъезда, между которыми расположили новую оранжерею, сооруженную в 1847 году. Тогда же новый декор получили интерьеры дворца.
В 1972—1983 годах были проведены консервационные работы, после чего во дворце Лобковицев был размещен Жаганьский дворец культуры.

## Архитектура
Барочный дворец в Жагани состоит из трех ярусов. Въезд ко дворцу с северной и западной стороны осуществляется через два каменных моста, перекинутые над сухим рвом. Входы во дворец расположены в каменных порталах. Оконные проемы увенчаны маскаронами, которые называют дьявольскими гримасами. Всего их 197, и каждый отличается от другого. Образцом для маскаронов послужили эскизы Леонардо да Винчи. Нижний ярус на уровне подвалов и сутеренов — это рустованный цоколь, в котором размещаются оконные проемы с обрамлениями. Обрамления окон выполнены из тяжёлых каменных блоков. Замок имеет карниз белого цвета, стены первого этажа — жёлтого, а архитектурные детали и рустикация оконных обрамлений выполнены серым цветом. С юга, то есть со стороны двора, растут четыре платана, которые были посажены в память дочерей Петра Бирона. В композиции фасадов двора использовались аркадные бленды (слепые окна) в сочетании с вертикальными плоскими полосами. Терраса, окруженная балюстрадой, находится на крыше оранжереи, которая в свою очередь находится между двумя подъездами. Оранжерея украшена десятью высокими окнами, которые должны были пропускать свет для росших внутри растений.

## Интерьеры
Комнаты во дворце соединены между собой проходами на одной оси, так называемыми анфиладами. Рядом с переездами есть лестница с монументальными внутренними светильниками. Лестницы поддерживаются четырьмя столбами и содержат площадки для отдыха. К помещениям примыкают коридоры, которые тянутся со стороны двора и имеют крестовые своды. Полы во дворце изготовлены из разных материалов.
Некоторые из залов на втором этаже сохранили стукковые декорации в стиле классицизма, происходящие из 90-х годов XVIII века. К ним, среди прочего, относится самая большая из комнат — хрустальная зала. В 1965—1983 годах дворец был отреставрирован, чтобы выполнять функции дворца культуры. Некоторые комнаты было отреставрированы с утратой их исторического облика.

## Легенда
Отсутствие маскаронов над одним из окон породило легенду, возникушую около XIX века. По легенде, скульптор, создавший маскароны, однажды не мог придумать новое лицо, тогда он заключил договор с дьяволом. Дьявол должен был являться скульптору всякий раз с другим лицом, и когда скульптор закончит свою работу, его душа будет принадлежать сатане. Много лет дьявол терпеливо позировал, принимая каждый раз новые лица, пока не показал своё истинное лицо на последнем маскароне, и художник умер, в ужасе упав со строительных лесов.

## Галерея

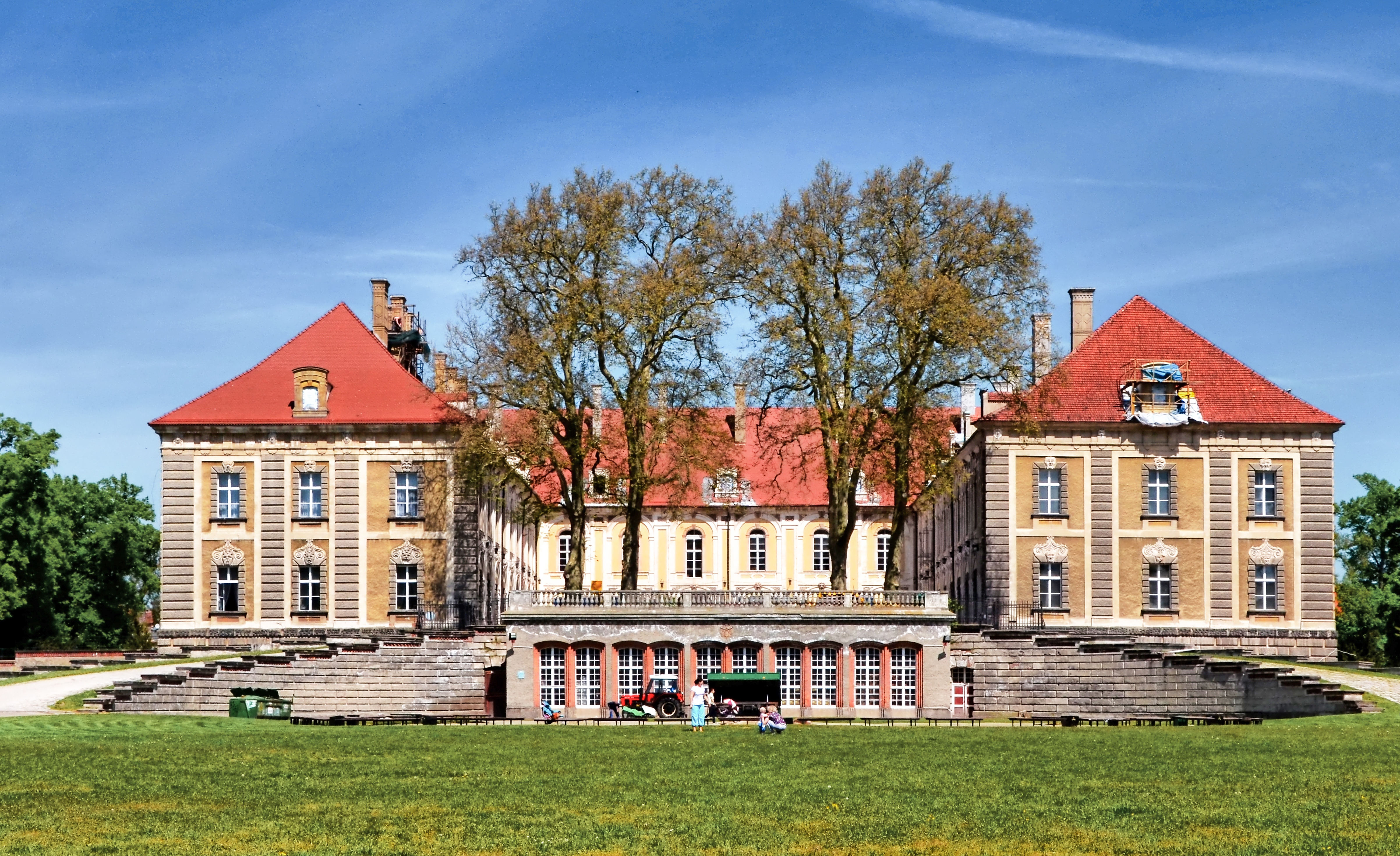
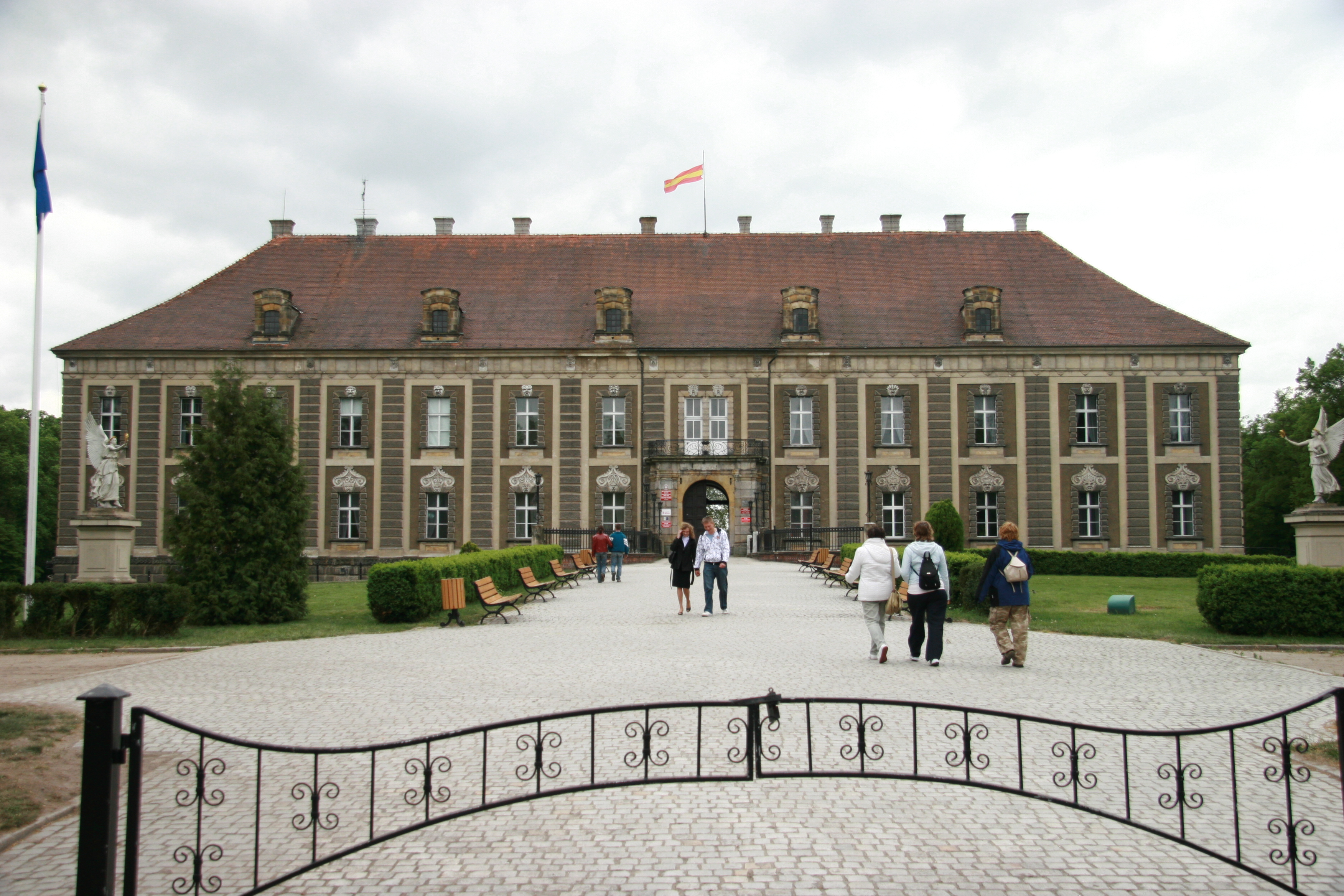
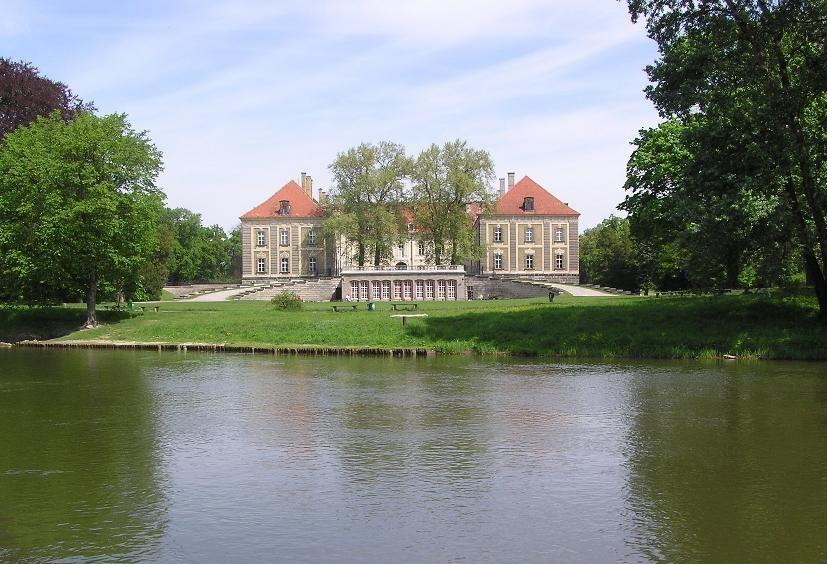
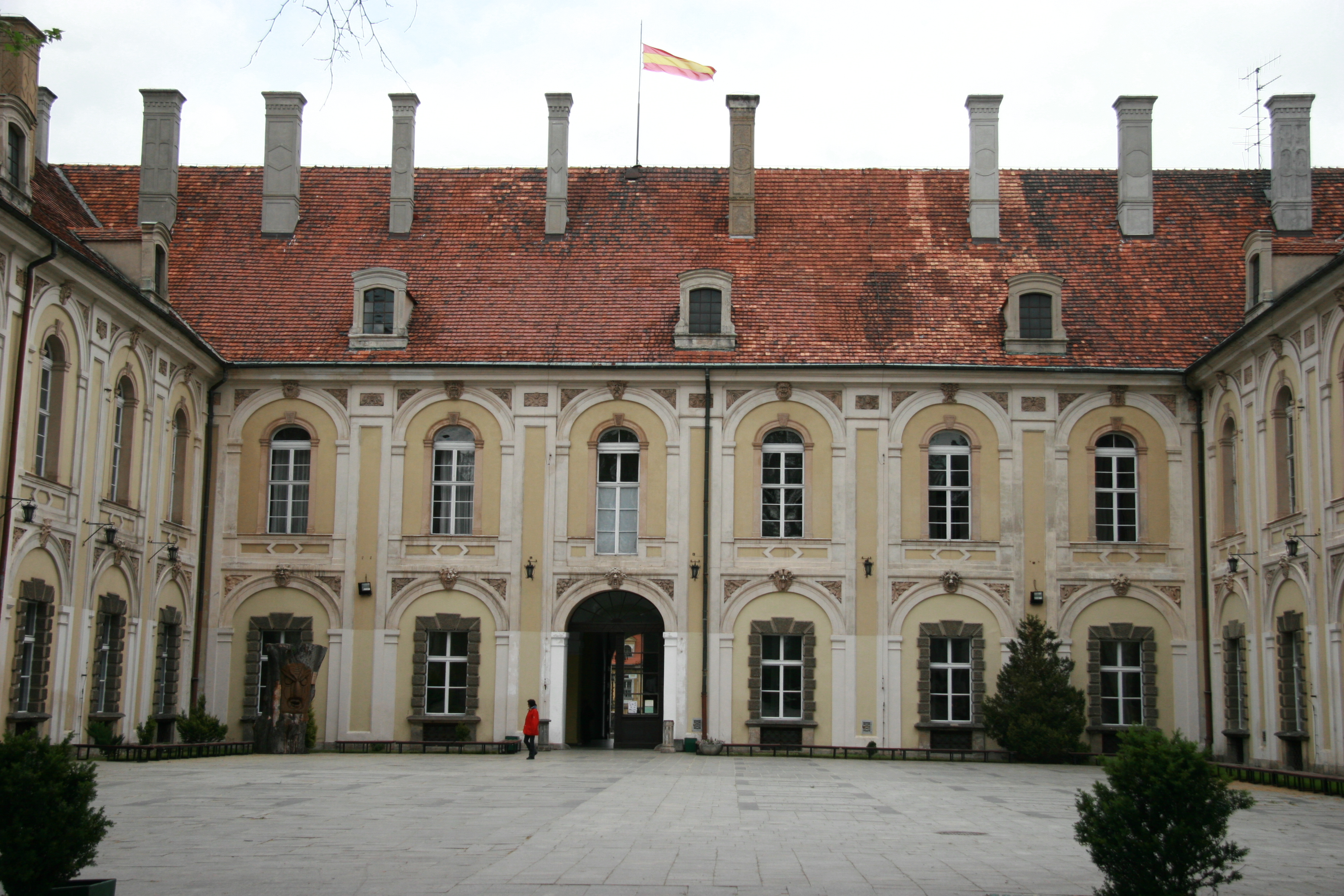